# Volksbefragung zur Wehrpflicht in Österreich 2013

Amtliches Endergebnis inkl. Briefwahlstimmen.
Beibehaltung der allgemeinen Wehrpflicht.
Einführung eines Berufsheeres

Karte der Ergebnisse

Am 20. Jänner 2013 wurde in Österreich eine Volksbefragung zur Wehrpflicht in Österreich durchgeführt. Hierbei befragte man das Volk, ob die Wehrpflicht abgeschafft werden soll. Die erste österreichweite Volksbefragung ist rechtlich nicht bindend, allerdings gaben die Regierungsparteien SPÖ und ÖVP im Vorfeld bekannt, sich an das Ergebnis zu halten. ÖVP und FPÖ sprachen sich für eine Beibehaltung der Wehrpflicht aus, SPÖ und Grüne für ein Berufsheer. Mit 59,7 % der Stimmen bei einer Wahlbeteiligung von 52,4 % wurde für die Beibehaltung der Wehrpflicht gestimmt.

## Ausgangslage

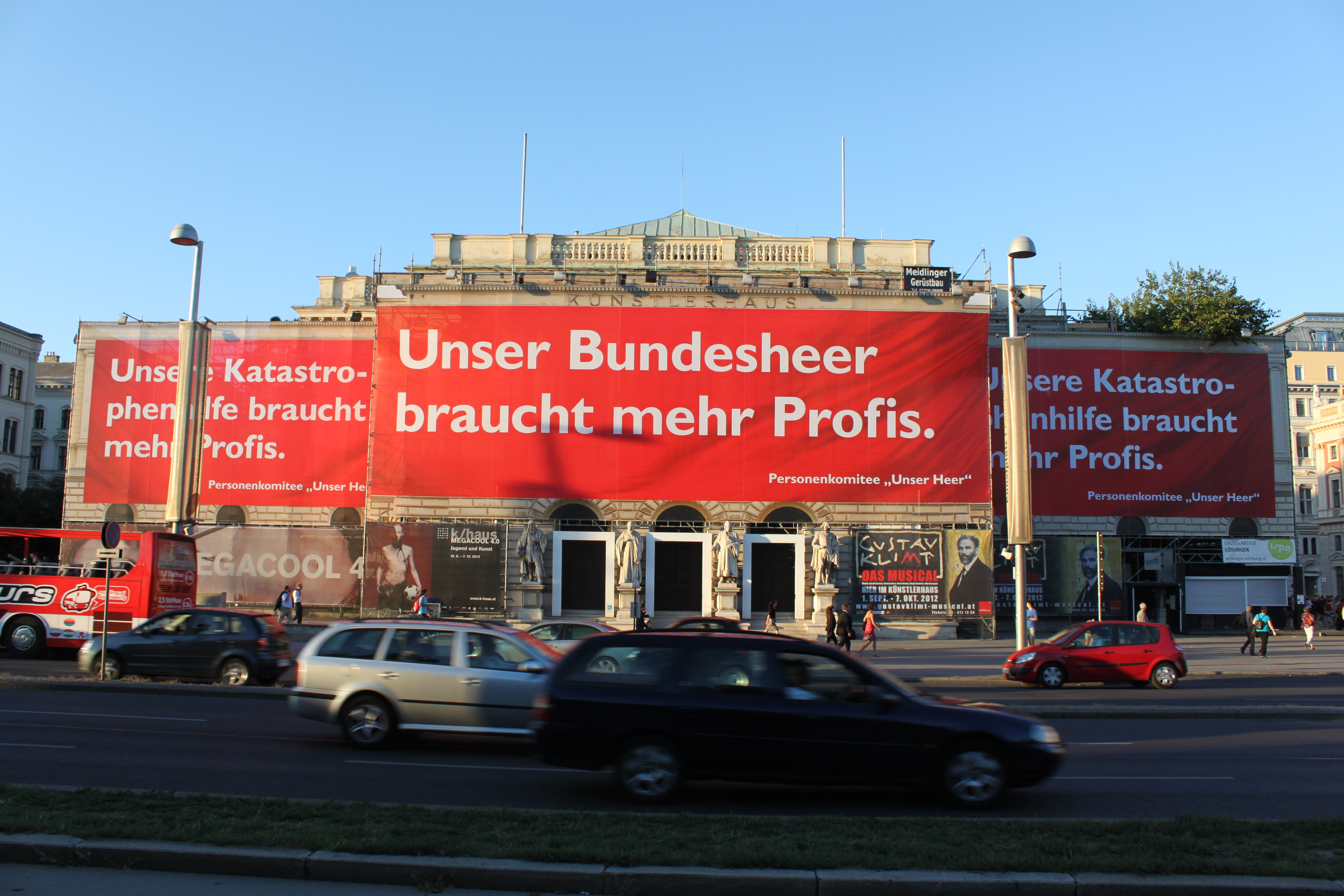
Spruch am Künstlerhaus in Wien des Personenkomitees Unser Heer (Sep. 2012)

Im Zuge des Wiener Wahlkampfs im Oktober 2010 stellte Wiens Bürgermeister Michael Häupl (SPÖ) die Wehrpflicht in Frage und forderte diesbezüglich eine Volksbefragung. Damit wurde die bisherige Parteilinie für die Wehrpflicht, die Minister Darabos noch wenige Tage zuvor als „in Stein gemeißelt“ bezeichnete, aus wahltaktischen Gründen um 180 Grad gedreht.
Im August 2012 gab ÖVP-Chef Michael Spindelegger bekannt, dass sich die ÖVP entgegen ihrer früheren Linie mit der SPÖ auf eine Volksbefragung zur Frage der Wehrpflicht geeinigt habe.
Dabei sollen sich die Abstimmenden zwischen den von der SPÖ („Sind Sie für die Einführung eines Berufsheeres und eines bezahlten freiwilligen Sozialjahres?“) bzw. ÖVP („Sind Sie für die Beibehaltung der allgemeinen Wehrpflicht und des Zivildienstes?“) propagierten Modellen entscheiden.
Am 9. November 2012 unterschrieb Bundespräsident Heinz Fischer den Vorschlag der Bundesregierung, die Volksbefragung zum Thema Wehrpflicht oder Berufsheer am 20. Jänner 2013 stattfinden zu lassen. Als Stichtag wurde der 28. November bestätigt. Wer bis zu diesem Tag in der Wählerevidenz stand, durfte an der Volksbefragung teilnehmen.
Eine Volksbefragung ist für die Regierung zwar rechtlich nicht bindend, die Koalition aus SPÖ und ÖVP gab jedoch bereits im Vorfeld der Befragung bekannt, sich an das Ergebnis zu halten und „dementsprechend Reformvorschläge auszuarbeiten“.

## Zahl der Stimmberechtigten
Das Bundesministerium für Inneres gab am 27. Dezember 2012 die endgültige Zahl der Stimmberechtigten für die Volksbefragung bekannt: Demnach waren 6.379.511 österreichische Staatsbürger ab 16 Jahren stimmberechtigt, darunter 3.309.716 Frauen und 3.069.795 Männer.
Im Vergleich zur Bundespräsidentenwahl 2010 erhöhte sich die Zahl der Stimmberechtigten um 23.711 (+0,37 %). Die Zahl der stimmberechtigten Frauen erhöhte sich um 2.350 (+0,07 %), die der stimmberechtigten Männer um 21.361 (+0,70 %).
Die Zahl der stimmberechtigten Auslandsösterreicher lag bei 40.280, was einem Rückgang von 8.163 Stimmberechtigten (−16,85 %) im Vergleich zur Bundespräsidentenwahl 2010 entsprach.
Im Vergleich zur Bundespräsidentenwahl 2010 nahm die Zahl der Stimmberechtigten in Tirol und Vorarlberg mit jeweils ca. 1 % am stärksten zu, während Kärnten als einziges Bundesland einen Rückgang der Stimmberechtigten aufwies (−0,66 %).

## Standpunkte der im Parlament vertretenen Parteien
Die drei größten Parteien SPÖ, ÖVP und FPÖ haben in der jüngeren Vergangenheit ihre Positionen in der Streitfrage mehrfach geändert.

### Sozialdemokratische Partei Österreichs (SPÖ)
Die SPÖ ist für die Einführung eines Berufsheeres sowie eines freiwilligen „sozialen Jahres“. Als Gründe für die Einführung gibt die Partei den internationalen Trend in dieser Frage an (zum Zeitpunkt der Volksbefragung hatten 21 von 27 EU-Mitgliedsstaaten eine Berufsarmee), sowie eine „Änderung der verteidigungspolitischen Herausforderungen im 21. Jahrhundert“ hin zur Abwehr von Internetkriminalität und der Terrorismusbekämpfung, für die ein „Massenheer“ nicht geeignet sei. Der Zivildienst soll durch Freiwillige, die sich für ein Sozialjahr verpflichten, ersetzt werden. Laut Berechnungen von Sozialminister Rudolf Hundstorfer soll dieses System nicht mehr kosten als das bisherige.
Während die offizielle Parteilinie ein Berufsheer befürwortet, weichen einige Landespolitiker, wie die Landeshauptleute Gabi Burgstaller, die für eine Weiterentwicklung plädiert, oder Franz Voves, der sich gegen die komplexe Fragestellung bei der Volksabstimmung wendet, von ihr ab.
Auch die „Stamokap-Strömung“ in der SJÖ sprach sich für die Beibehaltung der Wehrpflicht und gegen ein Berufsheer aus.
Die Süddeutsche Zeitung kommentierte nach der Wahl: Und die SPÖ hat auch die eigenen Leute nicht verstanden. 70 Jahre lang haben Sozialdemokraten gegen ein Berufsheer gewettert, weil es Berufssoldaten waren, die 1934 Arbeiter niederkartätscht hatten. Der Sinneswandel, der durchgedrückt werden sollte, war ein Angriff auf die Seele der Partei.

### Österreichische Volkspartei (ÖVP)
Die ÖVP sieht in der Wehrpflicht einen „unverzichtbaren Beitrag für Österreich“, da sie essentiell für die Bewahrung der Souveränität und Neutralität Österreichs, den Katastrophenschutz sowie die Stützung des Sozialsystems (über den Zivildienst) sei. Allerdings sieht die Partei Reformbedarf bei der Wehrpflicht und will diesen anhand der Vorschläge der Bundesheerreformkommission umgestalten, damit Grundwehrdiener „ihre Zeit sinnvoll nützen können“.
Die Süddeutsche Zeitung kommentierte nach der Wahl: die ÖVP ... hat das Thema emotionalisiert und die Leute dort abgeholt, wo direkte Demokratie fragwürdig wird. Sie hat die Angst verbreitet, dass mit einer Abschaffung von Wehrpflicht und Zivildienst der Rettungswagen in Zukunft zu spät kommt und niemand mehr bei Hochwasser hilft. Mit internationalen Sicherheitsfragen hatte das wenig zu tun.

### Freiheitliche Partei Österreichs (FPÖ)
Die FPÖ sprach sich ebenfalls für die Beibehaltung der Wehrpflicht aus. Die FPÖ sieht die Schweizerische Neutralität als Vorbild an (die Schweiz kommt ohne Berufsarmee aus). Zudem würden Hilfsorganisationen „massiv unter dem Wegfall des Zivildienstes leiden“. Auch die FPÖ sieht Reformbedarf bei der Wehrpflicht und will die Bundesheer-Einsätze im Ausland auf UNO-Friedens-Einsätze begrenzen und den Assistenzeinsatz an den österreichischen Grenzen wieder einführen.

### Die Grünen – Die Grüne Alternative (GRÜNE)
Die Grünen sind für die Abschaffung der Wehrpflicht. Als Begründung gibt die Partei an, dass Österreich nicht militärisch bedroht werde und seit 1989 „nach und nach alle Nachbarländer der NATO beigetreten sind“ (bis auf die Schweiz und Liechtenstein). Eine Berufsarmee sei der „europäische Normalfall“; die Wehrpflicht sei nur noch in Ländern mit EU-Außengrenzen im Einsatz. Zudem könne das Bundesministerium für Inneres die restlichen Aufgaben des bisherigen Bundesheeres übernehmen. Allerdings waren die Grünen nicht bereit, das Berufsheer-Modell von Verteidigungsminister Darabos zu unterstützen.

### Bündnis Zukunft Österreich (BZÖ)
Das BZÖ ist zwar für die „Aussetzung der allgemeinen Wehrpflicht und die Schaffung eines professionellen Berufsheeres mit Freiwilligenmiliz“, nannte die Volksbefragung aber ein „parteipolitisch motiviertes Ablenkungsmanöver“ und rief zum Boykott der Befragung auf. Die Partei kritisiert den ideologischen Schwenk beider Regierungsparteien: Die SPÖ sei aus ideologischen Gründen stets gegen ein Berufsheer eingetreten und nutze die Volksbefragung zur Mobilisierung von Wählerstimmen für die Nationalratswahl 2013, die ÖVP sei als ehemalige Befürworterin eines NATO-Beitritts darauf aus, bei einem Votum für die Wehrpflicht einen „Wahlsieg“ einzufahren.

### Team Stronach
Das Team Stronach sieht in seinem Grundsatzprogramm zwar die Einführung eines Berufsheeres mit einer freiwilligen Komponente vor, gab aber keine Wahlempfehlung ab. Die Neutralität solle beibehalten und Österreich innerhalb einer „europäischen Sicherheitsarchitektur“ eine selbstbewusste Rolle einnehmen.

## Standpunkte der nicht im Parlament vertretenen Parteien

### Kommunistische Partei Österreich (KPÖ)
Die KPÖ spricht sich auf Bundesebene für eine Abschaffung des Bundesheers aus antimilitaristischen Überlegungen heraus aus. Sie ruft dazu auf, ungültig zu stimmen und auf den Stimmzettel „Bundesheer abschaffen“ zu schreiben. Eine Abschaffung würde ein klares Zeichen für Neutralitätspolitik setzen und erhebliche Ressourcen einsparen, welche für soziale Zwecke genutzt werden könnten. Die KP-Steiermark lehnt ein Berufsheer ab und empfahl, für die Beibehaltung der Wehrpflicht und des Zivildienstes zu stimmen. Ein Berufsheer diene in erster Linie Auslandseinsätzen und wäre in der Gesellschaft nicht stark verankert. Das freiwillige Sozialjahr würde zu Lohndumping führen. Die Abschaffung des Bundesheeres wird abgelehnt, da dies der Landespartei zufolge gegenwärtig zu einer paramilitärischen Aufrüstung der Polizei führen würde.

### Weitere Parteien
Das Liberale Forum, die Piratenpartei Österreichs und die neue Partei NEOS sprachen sich gegen die Wehrpflicht aus.

## Ergebnis

Ergebnis unter Einbeziehung der Nichtwähler.
Beibehaltung der allgemeinen Wehrpflicht.
Abschaffung der allgemeinen Wehrpflicht.
Nichtwähler
Ungültige Stimmen

Nach dem amtlichen Endergebnis stimmten 59,7 % für die Beibehaltung der Wehrpflicht und des Zivildienst und 40,3 % für ein Berufsheer.
| Vorschlag / Abstimmung                                                                        | Anteil | Stimmen   |
| --------------------------------------------------------------------------------------------- | ------ | --------- |
| Sind Sie für die Einführung eines Berufsheeres und eines bezahlten freiwilligen Sozialjahres? | 40,3 % | 1.315.278 |
| Sind Sie für die Beibehaltung der allgemeinen Wehrpflicht und des Zivildienstes?              | 59,7 % | 1.947.116 |

| Beteiligung     | Anteil | Stimmen   |
| --------------- | ------ | --------- |
| Stimmberechtigt |        | 6.378.478 |
| Abgegeben       | 52,4 % | 3.344.940 |
| Ungültig        | 2,5 %  | 82.546    |
| Gültig          | 97,5 % | 3.262.394 |

Mit Ausnahme der Bundeshauptstadt Wien votierten alle Bundesländer mehrheitlich für die Wehrpflicht. Geht man auf Bezirksebene, gab es nur in den burgenländischen Bezirken Eisenstadt-Umgebung, Mattersburg und Oberpullendorf ein mehrheitliches Ja zum Berufsheer. Deshalb war das Ergebnis im östlichsten Bundesland Österreichs auch denkbar knapp, da hier nur 50,48 % der Wähler für die Wehrpflicht votierten; 49,52 % für das Berufsheer. Im Gegensatz dazu erreichte in der Steiermark der Vorschlag für ein Berufsheer in keiner einzigen Gemeinde des Landes eine Mehrheit.
In Wien stimmten nur die Gemeindebezirke Innere Stadt, Döbling und Hietzing für die Beibehaltung der Wehrpflicht.
Der Ort mit der höchsten Zustimmung für das Berufsheer war Tschanigraben im Burgenland mit 76,7 %. Andererseits war Schröcken in Vorarlberg jene Gemeinde, die sich mit 92,4 % der Wählerstimmen am deutlichsten für die Wehrpflicht aussprach.
Laut Innenministerium war Grabern in Niederösterreich mit 82,5 % jene Gemeinde mit der höchsten Wählerbeteiligung. Die Gemeinde mit der niedrigsten Wählerpartizipation war die Tiroler Exklave Jungholz, wo nur 24,5 % der Wahlberechtigten zur Urne gingen.
45 % der Frauen stimmten für das Berufsheer im Vergleich zu 36 % der Männer. Männer unter 30 Jahren waren zu 59 % für ein Berufsheer/Sozialjahr, Frauen unter 30 sogar zu 72 %.

## Wahltagsbefragung
Die fünf wichtigsten Motive, die zu den jeweiligen Befragungsergebnissen führten:
- Wehrpflicht und Zivildienst
  - Zivildienst soll erhalten bleiben – 74 %
  - Wehr/Zivildienst sind wichtiger Beitrag der Jugend – 70 %
  - Besser für den Katastrophenschutz – 63 %
  - Ist wichtiger Teil der Neutralität – 58 %
  - Es gibt kein Konzept für das Berufsheer – 54 %
- Berufsheer und freiwilliges Sozialjahr
  - Wehrdienst kostet junge Männer unnötige Zeit – 65 %
  - Zeitgemäß – 65 %
  - Besser für die Sicherheit – 44 %
  - Gibt kein Konzept für die Weiterentwicklung der Wehrpflicht – 41 %
  - Besser für den Katastrophenschutz – 36 %

## Meinungsumfragen im Vorfeld
| Interviewer                                         | Datum             | Beibehaltung der Wehrpflicht | Abschaffung der Wehrpflicht                                     |
| --------------------------------------------------- | ----------------- | ---------------------------- | --------------------------------------------------------------- |
| Profil/Karmasin Motivforschung                      | 12. Jänner 2013   | 52 %                         | 41 %                                                            |
| Österreich/Gallup                                   | 11. Jänner 2013   | 48 % (Projektion: 53 %)      | 40 % (Projektion: 47 %)                                         |
| Heute/Karmasin Motivforschung                       | 10. Jänner 2013   | 51 %                         | 41 %                                                            |
| Bezirkszeitung/Oekonsult                            | 9. Jänner 2013    | 62 %                         | 38 %                                                            |
| Oberösterreich: OÖ-ÖVP/Market                       | 7. Jänner 2013    | 46 %                         | 35 %                                                            |
| Salzburg: Bezirksblätter Salzburg/GMK               | 2. Jänner 2013    | 62 %                         | 31 %                                                            |
| Tirol: Tiroler Tageszeitung/Karmasin Motivforschung | 30. Dezember 2012 | 51 %                         | 32 %                                                            |
| Standard/Market                                     | 27. Dezember 2012 | 54 %                         | 46 %                                                            |
| Österreich/Gallup                                   | 22. Dezember 2012 | 52 %                         | 48 %                                                            |
| Kronen Zeitung/IMAS                                 | 20. Dezember 2012 | 55 %                         | 31 %                                                            |
| Standard/Market                                     | 16. Dezember 2012 | 57 %                         | 42 %                                                            |
| Profil/Karmasin                                     | 15. Dezember 2012 | 51 %                         | 42 %                                                            |
| ATV/Peter Hajek                                     | 13. Dezember 2012 | 46 %                         | 39 %                                                            |
| Kärnten: Kleine Zeitung/Peter Hajek                 | 2. Dezember 2012  | 59 %                         | 23 % (6 % „Werde sicher nicht teilnehmen“, 12 % Unentschlossen) |

## Kritik an der Volksbefragung
Eine Tiroler Initiative hat Verfassungsbeschwerde gegen die Volksbefragung eingelegt, da „die Frage der militärischen Landesverteidigung mit sozialen Dienstleistungen vermengt“ worden sei.
Zuvor hatte bereits das Menschenrechtsbündnis BASTA des schwedischen Menschenrechtsaktivisten Lars G. Petersson auf die Fragwürdigkeit einer derartigen Befragung und deren Auslegung hingewiesen. In einer Stellungnahme heißt es: „Es haben fast 70 % der unter 25-Jährigen für ein Berufsheer gestimmt – das heißt im Klartext, dass in den nächsten Jahren mindestens 70 % der jungen Männer in Österreich gegen ihren Willen Präsenzdienst leisten müssen“.

## Publikationen
- Land Salzburg: Informationen zur Volksbefragung 20. Jänner 2013. Berufsheer und bezahltes Sozialjahr oder Wehrpflicht und Zivildienst. Serie Salzburg-Informationen 146, Landes-Medienzentrum, Salzburg 2012, ISBN 978-3-85015-266-2.
- Claus Raidl/Gerald Schöpfer (Hrsg.): Wehrpflicht vs. Berufsheer. (= Politicum. Zeitschrift für Politik und Zeitgeschichte, Nr. 115). Graz 2013 ISSN 1681-7273